# Коваль Сергій Васильович
Сергі́й Васи́льович Кова́ль (нар. 30 серпня 1977 року, с. Рихта, Кам'янець-Подільський район, Хмельницька область  — 26 березня 2021 року, с-ще Шуми, Бахмутський район, Донецька область) — підполковник, командир загону пошуку та знешкодження саморобних вибухових пристроїв 143-го центру розмінування Збройних сил України, учасник російсько-української війни.

## Із життєпису
Проживав у м. Кам'янець-Подільський, де закінчив військово-інженерний факультет Подільської державної аграрно-технічної академії. Службу починав командиром взводу розмінування. Учасник миротворчих місій, зокрема, в Афганістані (2014—2015 рр.).
Учасник Антитерористичної операції на сході України та Операції об'єднаних сил на території Донецької та Луганської областей з 2014 року, з перших днів війни.
Загинув 26 березня 2021 року, біля селища Шуми Донецької області, здійснюючи розвідку замінованої території, внаслідок смертельного поранення під час снайперського обстрілу.
Під час виконання завдання розпочався обстріл українських військових підрозділами окупаційних військ Російської Федерації. Командир групи, підполковник Коваль, надавав першу допомогу та намагався евакуювати смертельно пораненого старшого сержанта Сергія Барнича. Тоді ж загинули старший сержант Максим Абрамович та старший солдат Сергій Гайченко, важкі поранення отримав старшина Сергій Бруска, поранення середньої тяжкости — старший солдат Гещук.
Похований 29 березня 2021 року, на Алеї Слави цвинтаря в Кам'янці-Подільському. Залишилися дружина, чотирирічна донька та 17-літній син.

## Нагороди та вшанування
- Указом Президента України № 149/2021 від 7 квітня 2021 року «за особисту мужність і самовіддані дії, виявлені у захисті державного суверенітету та територіальної цілісності України» — нагороджений орденом Богдана Хмельницького III ступеня (посмертно)[1].